# Europabrücke (Bamberg)
Die Europabrücke in Bamberg ist eine Beton-Balkenbrücke über den Main-Donau-Kanal.
Sie überführt bei Kanal-Kilometer 4,223 den Regensburger Ring über den Kanal. Es handelt sich um eine nicht gevoutete Spannbeton-Hohlkasten-Brücke aus drei Feldern mit einer Gesamtstützweite von mehr als 120 Metern. Die beiden Stützpfeiler stehen im Vorland. Die Stromöffnung hat eine Stützweite von rund 70 Meter und eine Durchfahrtsbreite von 40 Metern bei einer Durchfahrtshöhe von 6,30 Metern.
Neben und unter dem östlichen Brückenende befindet sich ein Skatepark.